# Оленівка (Євпаторійський район)
Оле́нівка (до 1945 року — Кара́-Аджи́ (крим. Qara Acı) — село Євпаторійського району Автономної Республіки Крим. Розташоване на заході району. Відома передусім завдяки розташуванню на Тарханкутському півострові, який приваблює чимало туристів. Село розташовується на мисі Тарханкут, найзахіднішої точки Кримського півострова, у Караджинській бухті за 23 кілометрів на південний захід від районного центру Чорноморське. Біля села знаходяться озера Лиман, Великий Кипчак і Малий Кипчак, висота над рівнем моря — 5 м.

## Історія
Місцевість, де розкинулося село Оленівка, була заселене ще в III-І тисячоліттях до н. е. Про це свідчать виявлені біля села Маяка поселення ранньої бронзи, а також залишки скіфського городища, двох античних поселень і могильник поблизу Оленівки та Рибацького.
У списку населених пунктів Тарханського кадилика (судового округу) «Камерального опису Криму 1884 року» трапляється назва села Карагаджі, а в «Атласі Новоросійської губернії 1798 року» трохи інша — Караджі. У 30-х роках XIX ст. воно називалося Степанівкою, а в уставній грамоті 1861 року згадується і четверта назва села Тарханкут. Але закріпилася за селом назва Караджі.
За деякими даними, в першу хвилю еміграції після першої анексії Криму наприкінці XVIII століття всі місцеві кримські татари виїхали до Туреччини. Згідно зі списком населених пунктів Кримської АРСР у Всесоюзному переписі 17 грудня 1926 року, в селі Караджа проживали 1 351 осіб: 1224 українця, 121 росіяни, 1 білорус, 1 грек, 1 записаний у графі «інші». За результатами Всеукраїнського перепису населення 2001 року, 79,36 % жителів Оленівки рідною мовою назвали російську, 19,53 % — українську.
За радянських часів населений пункт був закритим, тут був розміщений маяк, прикордонна застава, підрозділ ППО й інші військові сили.
Після розвалу СРСР село відкрили для курортників, воно швидко перетворилося на перевалочну базу дайверів і «дикунів» всіх мастей, які відпочивають на Тарханкуті серед мальовничої природи урочищ Атлеш і Джангуль.
7 серпня 2007 року з подачі голови сільради в с. Оленівки приступили до демонтажу пам'ятника, для подальшого затоплення в морі в на місці «алеї вождів» (місцевої пам'ятки). Для захисту пам'ятника, комуніст — перший секретар Чорноморського райкому Компартії Віктор Демусенко прив'язав себе до пам'ятника, пізніше прибула з Сімферополя група молоді та допомогла місцевим комуністам зміцнити оборонне кільце навколо приготованого до потоплення пам'ятника з прив'язаним до нього Демусенком. Пам'ятник був розпиляний на 2 половини, відновлений в серпні того ж року.
В Оленівці проводиться молодіжний фестиваль «Extreme Крим». Його історія почалася ще в 2013 році: тоді фестиваль був присвячений тільки дайвінгу та підводному полюванню. Захід спочатку розглядався місцевою владою як якась альтернатива міжнародного фестивалю електронної музики «КаZантип».

## Сьогодення
Село електрифіковано, є централізоване водопостачання, інтернет, мобільний зв'язок.